# Jan Ludvík Lukes
Pour les articles homonymes, voir Lukes (homonymie).
Jan Ludvík Lukes, né le 22 novembre 1824 à Ústí nad Orlicí et mort le 24 février 1906 à Prague, est un chanteur d'opéra (ténor) et professeur de musique tchèque. Il est parfois appelé Jan Ludevít Lukes et est enregistré sous le nom de Jan Evangelista Lukesle.

## Biographie
Jan Ludvík Lukes est issu d'une famille nombreuse et pauvre ; ses parents n'avaient pas les moyens de financer ses études. Il manifeste pourtant un talent musical dès l'enfance et apprend à chanter à six ans. À neuf ans, il est admis comme chanteur au monastère des Augustins de Brno. Il y devient rapidement un soprano de premier plan. Cependant, il rencontre des difficultés lors de ses études à l'école monastique allemande. À l'insu de ses parents, il part les poches vides pour Olomouc, Kroměříž, puis Vienne, où il commence un apprentissage de tourneur. Dès que son père l'apprend, il le rappelle chez lui, où il fait un apprentissage de tisserand pendant trois ans.
Après un certain temps, il aspire à nouveau à l'enseignement supérieur. Il retourne donc à Brno, où, grâce au soutien des Augustins, il obtient son diplôme d'études secondaires. Il vit de la musique : il joue du basson et du contrebasson, du trombone, du violoncelle et du piano. Il se lie également d'amitié avec Hynek Vojáček, futur chef d'orchestre de l'Opéra de Saint-Pétersbourg. Lors d'un de ses séjours dans sa ville natale, il fait un voyage en Slovaquie (région de Trenčín), où son oreille musicale est fortement influencée par le dialecte local. 
Il quitte Brno en 1848 pour poursuivre ses études à Vienne. Il s'inscrit à la faculté de droit, dont il obtient son diplôme en 1853. Parallèlement , il perfectionne son chant (ses professeurs sont Heinrich Proch, le ténor Bassadora et Gustav Barth). Il étudie également la dramaturgie, l'esthétique et l'italien. Il gagne sa vie en donnant des cours particuliers. 
En 1853, il répète en privé l'opéra Alessandro Stradella (composé par Friedrich von Flotow) afin d'obtenir un poste au théâtre d'Olomouc. Le succès est au rendez-vous, le théâtre lui offre un emploi et, au cours des six mois suivants, il répète des rôles dans 24 opéras. Durant son temps libre, il enseigne la musique à l'école municipale. Fin décembre de la même année, František Škroup l'engage à l'Opéra allemand de Prague (aujourd'hui le Théâtre des États). Il joue dans des productions tchèques et allemandes. L'un de ses rôles les plus connus est Le Bricoleur (Dráteník (opera) (cs)) de Škroup, qu'il chante avec grand succès en dialecte slovaque authentique. Il répète cinquante opéras. 
Après des désaccords avec Škroup, il quitte le théâtre au bout de trois ans. Il voyage à travers l'Europe (Allemagne, Angleterre, Belgique, France, Suisse, Savoie, Tyrol), étudie la chimie et la brasserie. En 1860 , il retourne à Prague, où il dirige une brasserie pendant un certain temps. En musique, il se concentre sur les chansons folkloriques, se produisant lors de concerts et de discussions. En 1861, il contribue à la fondation du Hlahol pražský. 
En 1864, il revient à l'opéra. Il chante à Bruxelles, Pest, Breslau et Dresde. Le 15 décembre 1865, il interprète le rôle de Don Giovanni à Prague et, l'année suivante, il est engagé par l'Opéra tchèque (c'est-à-dire le Théâtre provisoire).
Il se produit au théâtre jusqu'en 1873. Il accepte ensuite un poste de professeur de chant à l'école d'opéra de Bedřich Smetana et ouvre finalement son propre institut. Ses élèves comprennent Marie Laušmannová, Bohumil Benoni (cs), František Broulík, Josefina Reinlová ou encore Robert Polák. 
Il meurt en 1906 à Prague et est enterré dans le tombeau familial au cimetière municipal d'Ústí nad Orlicí.

### Vie privée
Son fils Rudolf Lukes (1861–1934) était un éminent médecin tchèque. De 1912 jusqu'à la fin de sa vie, il a dirigé le sanatorium pulmonaire Albertinum à Žamberk. 

## Reconnaissances
Lukes est l'un des chanteurs tchèques les plus importants de son temps. Ses contemporains appréciaient sa polyvalence : il a chanté de manière impressionnante le chant national, un air de concert et un rôle d'opéra. Son point fort était le chant dramatique ; grâce au rôle du chanteur Fino dans l'opéra Ruslan a Ludmila de Mikhaïl Glinka, il est considéré comme un prototype du chant dramatique slave. Il avait un grand talent musical , mais ses cordes vocales sous-développées étaient un handicap pour lui. Josef Leopold Zvonař (cs) et František Ladislav Rieger écrivent dans le Dictionnaire éducatif que si la nature l'avait doté d'un organe vocal aussi bon que son talent, il aurait été un phénomène, Un critique du magazine bruxellois Le Guide musical s'est exprimé de manière similaire en 1864 : Il existe de nombreux ténors avec une voix plus expressive, mais Lukes a chanté de manière poétique, sympathique et avec sentiment. Son interprétation des chansons folkloriques tchèques était également appréciée et reconnue par les Allemands ; dans ce contexte, un journal allemand l'a qualifié de maître chanteur (Meistersänger) en 1857. Le poète Vincenc Furch (cs) a écrit à propos de son portrait pour la Société slave de Vienne : « Qui a des chansons comme nous, qui les chante comme vous ? » Le musée d'Ústí nad Orlicí conserve la coupe que Lukes a remportée le 16 mai 1868 pour le rôle-titre dans la première de Dalibor. 
Lukes a été membre honoraire de plusieurs ensembles vocaux. Certains, comme les chœurs Smíchov et Orlickoústecký, adoptèrent son nom. En 1949 , une plaque commémorative a été apposée sur sa maison natale (aujourd'hui Lukesova 313).